# Condado de Walsh
El condado de Walsh (en inglés: Walsh County, North Dakota), fundado en 1881,  es uno de los 53 condados en el estado estadounidense de Dakota del Norte. En el 2000 el condado tenía una población de 12 389 habitantes en una densidad poblacional de 4 personas por km². La sede del condado es Grafton.

## Geografía
Según la Oficina del Censo, el condado tiene un área total de 3351 km² (1293,8 mi²), de la cual 3320 km² (1281,9 mi²) es tierra y 31 km² (12,0 mi²) es agua.

### Condados adyacentes
- Condado de Pembina (norte)
- Condado de Marshall (este)
- Condado de Grand Forks (sur)
- Condado de Nelson (suroeste)
- Condado de Ramsey (oeste)
- Condado de Cavalier (noroeste)

### Área Nacional protegida
- Ardoch Refugio de Vida Silvestre Nacional

## Demografía
En el 2000 la renta per cápita promedia del condado era de $33 845, y el ingreso promedio para una familia era de $41 619. El ingreso per cápita para el condado era de $16 496. En 2000 los hombres tenían un ingreso per cápita de $28 080 versus $19 961 para las mujeres. Alrededor del 10.90% de la población estaba bajo el umbral de pobreza nacional.
| 1890   | 1900   | 1910   | 1920   | 1930   | 1940   | 1950   | 1960   | 1970   | 1980   | 1990   | 2000   | Est. 2009 |
| ------ | ------ | ------ | ------ | ------ | ------ | ------ | ------ | ------ | ------ | ------ | ------ | --------- |
| 16 587 | 20 288 | 19 491 | 19 087 | 20 047 | 20 747 | 18 859 | 17 997 | 16 251 | 15 371 | 13 840 | 12 389 | 10 798    |

## Mayores autopistas
| - Interestatal 29 - U.S. Highway 81 | - Carretera de Dakota del Norte 17 - Carretera de Dakota del Norte 18 | - Carretera de Dakota del Norte 32 - Carretera de Dakota del Norte 35 |

## Lugares

### Ciudades
- Adams
- Ardoch
- Conway
- Edinburg
- Fairdale
- Fordville
- Forest River
- Grafton
- Hoople
- Lankin
- Minto
- Park River
- Pisek

Nota: todas las comunidades incorporadas en Dakota del Norte se les llama "ciudades" independientemente de su tamaño

### Municipios
| - Municipio de Acton - Municipio de Adams - Municipio de Ardoch - Municipio de Cleveland - Municipio de Dewey - Municipio de Dundee - Municipio de Eden - Municipio de Farmington - Municipio de Fertile - Municipio de Forest River - Municipio de Glenwood - Municipio de Golden - Municipio de Grafton | - Municipio de Harriston - Municipio de Kensington - Municipio de Kinloss - Municipio de Lampton - Municipio de Latona - Municipio de Martin - Municipio de Medford - Municipio de Nash - Municipio de Norton - Municipio de Oakwood - Municipio de Ops - Municipio de Perth - Municipio de Prairie Centre | - Municipio de Pulaski - Municipio de Rushford - Municipio de St. Andrews - Municipio de Sauter - Municipio de Shepherd - Municipio de Silvesta - Municipio de Tiber - Municipio de Vernon - Municipio de Vesta - Municipio de Walsh Centre - Municipio de Walshville |